# Pedreiras (Maranhão)
Pedreiras is een gemeente in de Braziliaanse deelstaat Maranhão. De gemeente telt 38.934 inwoners (schatting 2009).
De gemeente grenst aan Trizidela do Vale, Joselândia en Lima Campos.